# 電裝天
株式會社電裝天（日语： Denso Ten），是日本一家製造汽車音響、汽車導航等車用電子的公司，為電裝的子公司，成立於1920年。

## 歷史
- 1920年，成立川西機械製作所。
- 1949年，設立神戶工業株式會社。
- 1967年，設立天音響株式會社。
- 1968年，合併富士通株式會社。
- 1972年，設立富士通天株式會社。
- 1975年，設立中津川天株式會社
- 1987年，合併中津川天株式會社。
- 2007年，Fujitsu Manufacturing España S.A.改稱Fujitsu Ten España S.A.。
- 2010年，設立富士通天服務株式會社；株式會社Technosepta改稱富士通天Technosepta株式會社。
- 2011年，設立Fujitsu Ten Do Brasil Ltda.。
- 2012年，設立富士通天販賣株式會社、富士通天（中國）投資有限公司、Fujitsu Ten Minda India Pvt. Ltd.、Minda F-Ten Pvt. Ltd.。
- 2013年，設立Pt. Fujitsu Ten Ave Indonesia。
- 2014年，設立富士通天製造株式會社。
- 2016年，富士通與電裝達成協議，富士通天將納入電裝的旗下。
- 2017年11月，公司名更名為「電裝天」。

## 外部連結
- 電裝天 （页面存档备份，存于）